# Viaweb
Viaweb是一款基于网络的应用程序，允许用户使用网络浏览器构建和托管自己的在线商店，无需太多的技术专业知识。该公司于1995年7月由保罗·格雷厄姆（Paul Graham）、罗伯特·莫里斯（以化名“约翰·麦卡蒂姆”）和特雷弗·布莱克维尔（Trevor Blackwell）创立。格雷厄姆声称Viaweb是第一家应用程序服务提供商。Viaweb之所以独特，还因为它部分使用了Lisp编程语言。
该软件最初被称为Webgen，但另一家公司正在使用同样的名称，因此该公司将其更名为Viaweb，“因为它是通过网络工作的”。
1998年，雅虎公司以455,000股雅虎股票的股份收购了Viaweb，价值约4900万美元，并将其更名为。
Viaweb的示例对硅谷的企业文化产生了重大影响，这在很大程度上要归功于格雷厄姆广为阅读的文章和他作为成功风险投资家的职业生涯。